# 毛晃
毛晃（?—?），字明權。南宋衢州江山人。
精於文字音韻。紹興二十一年（1151年），免解進士。歷任中書省郎中、禮部尙書，官至戶部尚書。閉門著書，修訂《禮部監韻》，因磨穿案砚，高宗特赐铁砚一座，人称鐵硯先生。著有《禹貢指南》一卷。編有《增修互註禮部韻略》。有子毛居正。